# Герасимов, Осип Петрович
Осип Петрович Герасимов вариант Иосиф Петрович (15 февраля 1863—1920) — русский филолог, историк, педагог, домашний воспитатель детей Толстого, товарищ министра народного просвещения в правительствах Витте — Столыпина (1905—1908) и во Временном правительстве (1917), в 1918—1920 член антисоветских организаций Национальный и Тактический центр.

## Биография
Потомственный дворянин, помещик Смоленской губернии, владел имением Зайцево Успенской волости Вяземского уезда Смоленской губернии. Отец — становой пристав Пётр Осипович Герасимов.
Поступил на историко-филологический факультет Московского университета. В конце 1887 года вступил в основанное Львом Николаевичем Толстым общество «Согласие против пьянства». Зимой 1888—1889 годов преподавал детям Толстого в Москве, много общался со Львом Николаевичем. Будучи студентом, в 1888 году выступил на заседании Московского психологического общества с рефератом на тему «Психологический этюд о Лермонтове». В 1889 году Толстой обратился к Л. Е. Оболенскому с просьбой помочь с публикацией статьи Герасимова о Лермонтове. В это время Герасимов являлся заведующим складом изданий сочинений Толстого. Очевидно, просьба Льва Николаевича успеха не имела, так как статья была опубликована только восемь лет спустя. В 1891 году сотрудник журнала «Вопросы философии и психологии».
Преподавал в ряде московских гимназий (среди его учеников был С. П. Мельгунов). В 1893 году Герасимов активно участвовал в работе Исторической секции Учебного отдела Общества распространения технических знаний, бывшей в то время своеобразной лабораторией научно-методической мысли в сфере исторического образования. Служил личным секретарём предводителя московского дворянства князя П. Н. Трубецкого. C 13 мая 1889 года на государственной службе. С 1 июля 1899 по ноябрь 1905 — директор Петровско-Александровского пансиона-приюта московского дворянства. С 1 января 1905 года — действительный статский советник. 19 ноября 1905 года был назначен товарищем министра народного просвещения. В результате подвергался ожесточённой критике и с левого фланга, и с правого фланга политического спектра. Его усилиями подготовлен первый проект о введении в России обязательного всеобщего обучения. Докладывал этот проект сам Герасимов, а не министр Кауфман, на даче Столыпина на Аптекарском острове вечером 11 августа 1906, то есть накануне покушения. Столыпин по своему обыкновению молчал, Коковцов критиковал проект как утопичный. В результате его не отклонили, а отправили на доработку. На посту товарища министра способствовал открытию в Москве Народного университета имени Шанявского. 27 ноября министерство внесло в Думу законопроект об открытии Народного университета. Оставался на посту товарища министра народного просвещения до 1908.
В 1914 — председатель смоленского отделения Всероссийского Земского союза, заведующий контрольным отделом Комитета Северо-Западного фронта Всероссийского земского союза, в 1917 — председатель комитета Северного фронта Всероссийского земского союза. После февраля 1917 г. член правления Подольского артиллерийского завода «Земгаубица» (до октября 1917 г.).
После февраля 1917 снова назначен товарищем министра народного просвещения во Временном правительстве. По словам В. Д. Набокова это назначение вызвало крайнее раздражение и критику слева. 17 июня 1917 года ушёл с этого поста вместе с министром А. А. Мануйловым. Герасимов играл ключевую роль в подготовке реформы русского правописания. Противник реформы Ильин, говоря о ней, как о «деле рук» Мануйлова и Герасимова, причём в первую очередь именно второго из них, подчёркивает: «Лишь позднее узнал я, членом какой международной организации был Герасимов». Никаких доказательств действительной принадлежности Осипа Петровича к масонству в настоящее время не обнаружено.
По словам С. Е. Трубецкого, Герасимов был убеждён в огромной опасности Ленина. Он говорил главе временного правительства Г. Е. Львову: «назначьте меня Министром Внутренних Дел. Я обязуюсь немедленно и „без вашего ведома“ арестовать Ленина, который при попытке к бегству будет тут же убит».
На прямой вопрос октябриста В. И. Стемпковского: «К какой партии принадлежите Вы?» Герасимов отвечал: «К никакой, я беспартийный». Сосед по имению Герасимовых А. Г. Лукошин сообщает, что первый раз Осип Петрович был арестован в Москве зимой 1917—1918 годов, при этом одновременно домашнему аресту была подвергнута его жена в имении.
В 1918—1920 годах активный деятель антибольшевистского подполья. Участник петроградской группы «Союза Возрождения России», потом «Национального центра». Как представитель от Национального центра вошёл в «Тактический центр», подпольное объединение антибольшевистских организаций («Союз возрождения России», «Совет общественных деятелей», «Национальный центр» и др.), выступавших против советской власти. По заданию Тактического центра разрабатывал программу демократической реформы народного образования. 10 февраля 1920 — арестован органами ВЧК «как участник нелегальной контрреволюционной монархической организации „Тактический Центр“».
Скончался во время следствия. Предполагали, что причиной смерти была язва желудка, от которой Герасимов страдал до ареста. С. П. Мельгунов так описывает состояние Герасимова в Лубянской тюрьме: 

Легко себе представить, как ужасно было положение <…> Герасимова, страдавшего воспалением мочевого пузыря и не «фиктивной», а настоящей уже круглой язвой в желудке! <…> У Герасимова, хорошо помню, впервые проявилась в очень острой форме болезнь, когда я был в старших классах гимназии. Его считали погибшим. Но он выжил и прожил более 20 лет, при правильной диете и более-менее правильном образе жизни. Ему плохо приходилось в тюрьме, куда он попал в первый раз в своей жизни. Организм был уже истощён, потому что последний год существования и на воле не мог обеспечить правильную диету. <…> Тюрьма в буквальном смысле уморила Герасимова, сидевшего, к тому же, по делу, которое имело в это время только «исторический интерес», как сказано было мне при первом допросе. Он умер в больнице, тогда, когда следствие почти уже кончилось.

В камере 22 [-ой] я три недели просидел вместе с Герасимовым. Он еле-еле двигался. Вид у него был убийственный, хотя ему было всего 57 лет <…>. Он хлеба не мог есть — желудок не переваривал. На другой пище, даже усовершенствованной, конечно, долго без передач существовать нельзя, без того, чтобы не дойти до полного физического истощения. На первых порах передачи происходили два раза в неделю, через месяц их свели на раз. По-видимому, у Герасимова плохо было в денежном отношении. Его передачи были малы и несоответственны состоянию его здоровья. Я и отчасти Виноградский немного его подкармливали, я делился с ним кофе, маслом, сахаром, простоквашей и молоком. Его жена, может быть от отсутствия тюремной практики, может быть от отсутствия инициативы и денег, может быть от того, что не хотела «обивать пороги» не добилась или не добивалась организации ему передачи более частой. Местный доктор прописал ему усиленное питание. Какая это, в сущности, насмешка — давали вместо 1 ф[унт] хлеба 1½, тогда, когда он мог съесть только ⅛ и то с трудом. Давали двойную порцию супа, когда он не съедал и одинарной. Нас скоро развели по разным камерам. Но знаю, в какие условия попал Герасимов. Но факт говорит сам за себя. Я скоро от Агранова узнал о его смерти в больнице.
 Похоронен в Москве на Новодевичьем кладбище (3-й участок, 46 ряд, 11 место).

## Отзывы современников
мой хороший знакомый Герасимов, кандидат, прошлого года написал статью о Лермонтове, весьма замечательную. Он показывает в Лермонтове самые высокие нравственные требования, лежащие под скрывающим их напущенным байронизмом. Статья очень хорошая. Лев Толстой о статье Герасимова, 14 апреля 1889.

Этого идеального, честного и прямого человека, этого чудного педагога, этого человека, сердечно любящего детей, обвиняют. И в чём же? Будто министерство желает «под флёром лицемерной гуманности замаскированным способом увольнять из школ беспокойных учеников». Просто больно читать. Е. Я. Кизеветтер, 27 января 1906.
Меньшевик Потресов говорил князю С. Е. Трубецкому:

Знаете, я с молодых лет всегда был революционером, но только поработав с вами, я увидел, что и «просвещённые тори» могут быть полезны для общественного дела… даже очень полезны! С уходом Осипа Петровича и вас у нас не останется элемента традиции и порядка<…> Раньше мне было бы даже смешно подумать, что я буду когда-нибудь жалеть об уходе с постов старого бюрократа и князя… А вот — жалею! Век живи — век учись! Вы оба были полезными работниками… не знаю, как теперь пойдёт дело…

## Семья
- Жена — Анна Андреевна Герасимова[3][31], урождённая Линберг, дочь известного педагога, автора учебников географии и составителя географических атласов Андрея Леонардовича Линберга (1837—1904). Её сестра Софья Андреевна (1863—1926) была женой  почётного члена АН СССР историка Н. И. Кареева.

## Награды
К 1907 году имел следующие награды:
- Орден Святой Анны 3-й степени (1900),
- Орден Святого Станислава 2-й степени (1903)[12].
- Орден Святого Станислава 1-й степени (1907)

## Сочинения
- Новая черта в нашей учебно-исторической литературе // Историческое обозрение (Исторического общества при императорском Петербургском университете). Т. V. Отд. 1. — СПб., 1892. — С. 260—271; Отд. изд.: СПб.: Типография М. М. Стасюлевича, 1892;
- Одна из старых черт в нашей учебно-исторической литературе // Историческое обозрение. Под ред. Н. И. Кареева. Т. VIL. — СПб., 1894. — С. 29—42.
- Очерк внутренней жизни Лермонтова по его произведениям (Психологический этюд) // Читатель. 1896. Кн. 33. — С. 81—128. (также: М. Ю. Лермонтов. Иллюстрированное полное собр. соч. Т. 3. — М., 1914. — С. III—XXXII;
- К вопросу о всеобщей, прямой, равной и тайной подаче голосов. — М., 1905. — 18 с.;
- Из записной книжки. Заметки о заграничных воспитательных учреждениях. — [СПб.], [1906]. — 67 с.

## Комментарии
1. ↑  Это противоречит мнению В. Д. Набокова, который писал "На него нападали <…> справа — <…> за реформу орфографии (в которой он [министр А. А. Мануйлов], как известно, был ни при чём: это безобразие лежит на совести Академии наук)"[21].
2. ↑  Однако в некоторых биографических справках прямо указано, что О. П. Герасимов был кадет[25]. По-видимому, эта путаница связана с тем, что по делу «Национального центра», в котором состоял и Осип Петрович, проходил и был расстрелян (под фамилией Греков) его однофамилец  видный кадет П. В. Герасимов.
3. ↑  А. Л. Толстая считала, что Герасимов «умер от разрыва сердца» в соседней камере, так как как-то ночью она слышала шум «точно упало тело», а потом как суетились надзиратели, подымали что-то тяжёлое, выносили[28], однако, по-видимому, эта догадка ошибочна.